# Урочище «Озарінь»
Уро́чище «Озарі́нь» — ботанічний заказник місцевого значення в Україні. Розташований у межах Вараського району Рівненського області, на схід від села Біле, на території ССВК «Селянський ліс» на землях запасу Воронківської сільської ради.
Площа 90 га. Створений рішенням Рівненського облвиконкому № 343 від 22.11.1983 року.
Охороняється збережена болотна ділянка (боліт 30 га, лісів 59 га, сінокосів 1 га), де зростають рідкісні болотні рослини.